# Acanthosyris falcata
Acanthosyris falcata là một loài thực vật có hoa trong họ Santalaceae. Loài này được Griseb. mô tả khoa học đầu tiên năm 1879.